# Gwenddoleu ap Ceidio
Gwenddoleu ap Ceidio (... – attorno al 573) è stato un sovrano britannico, che nel VI secolo regnò nell'ordierno Arthuret, che più o meno si trova nell'area della Scozia meridionale e dell'Inghilterra nord-occidentale, in un'area attorno al Vallo di Adriano e a Carlisle. Quest'area prese da lui il nome di Gwenddoleu. C'è chi ritiene che Carwinley, che si trova nei pressi di Longtown, a nord di Carlisle, sarebbe da identificare con la capitale Caer Wenddolau o Forte di Gwenddolau..
Figlio di Ceidio, sarebbe stato un discendente di Coel Hen, che avrebbe regnato su gran parte o tutta la Britannia del nord dopo la partenza dei Romani dall'isola in quell'area conosciuta come Hen Ogledd. Gwenddoleu potrebbe essere quindi stato legittimo erede di uno dei regni nati dalla frantumazione del grande reame di Coel Hen, oppure un usurpatore che sosteneva di discendere da quest'ultimo al fine di legittimare il suo potere. 
Si sa poco sul suo regno, che terminò quando, come riferiscono gli Annales Cambriae, i figli di re Eliffer Gosgorddfawr, Peredur Paladr Hir e Gwrgi, sovrani di Ebrauc (York), lo uccisero nella battaglia di Arfderydd (attorno al 573) nel contesto delle guerre scoppiate tra i sovrani dei diversi regni britannici nati dopo la fine del dominio romano nell'isola.
Sebbene questo personaggio non abbia mai fatto parte delle leggende arturiane, tuttavia il suo consigliere, Myrddin, fornì la base per il Merlino. Secondo la Vita Merlini di Goffredo di Monmouth, Myrddin (Merlinus) sarebbe impazzito a seguito della morte di Gwenddoleu e si sarebbe ritirato nelle foreste della Caledonia. 